# Centro Cerámica Triana
El Centro Cerámica Triana es un museo creado en el año 2014 por el Ayuntamiento de Sevilla, con la colaboración de la Junta de Andalucía, para conservar y promocionar la tradición cerámica de la ciudad.

## Historia
En 1870 el industrial del barro Antonio Gómez compró unos alfares de García-Montalván, para la producción cerámica en el barrio de Triana. El negocio pasó luego a su viuda, conociéndose como fábrica de la Viuda de Gómez. En 1906 tomó el nombre de su nuevo dueño, Manuel Corbato. En 1920 la fábrica pasó a su cuñado, Manuel Montero Asquith. A partir de 1939 dirigieron la fábrica los hermanos Rodríguez Díaz con el nombre de Cerámica Santa Ana por ser santa Ana la patrona de Triana.
El conjunto de la fábrica incluía un edificio, con siete hornos en activo hasta finales del siglo xx, así como las instalaciones de la fábrica, los almacenes, pozos y depósitos de pigmentos. El proyecto de conversión en centro-museo se planteó 2009, y tras un 'concurso de ideas' convocado por el Ayuntamiento de Sevilla resultó ganadora la propuesta titulada “Paisaje Alfar”.
Los hornos fueron restaurados y puestos en valor y se conservaron los recorridos y las relaciones de las distintas profesiones que se aunaban en la misma localización. La remodelación estuvo dirigida por los arquitectos Francisco José Domínguez Saborido, Ángel González Aguilar,  Miguel Hernández Valencia, Esther López Martín y Juliane Potter. La nueva instalación quedó inaugurada el 29 de julio de 2014.  
El centro desarrolla una doble función, expositiva y de taller cultural, e incluye la digitalización de los fondos municipales que puso en marcha la ciudad de Sevilla en el año 2013 y que fue titulado "Patrimonium Hispalense".

## Fondos y exposiciones

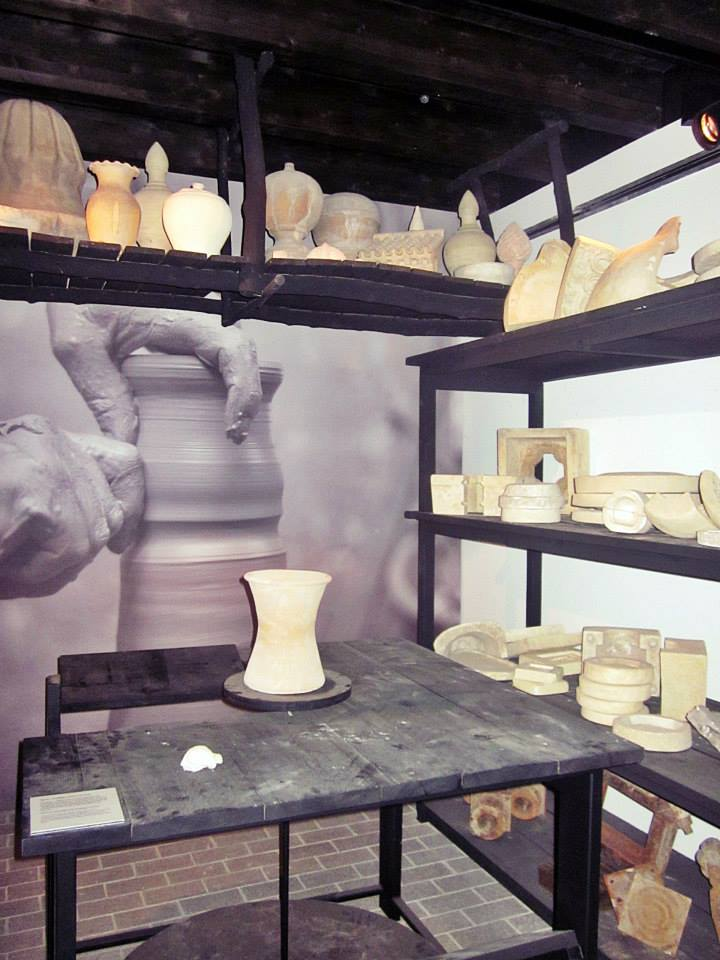
Alfarería tradicional
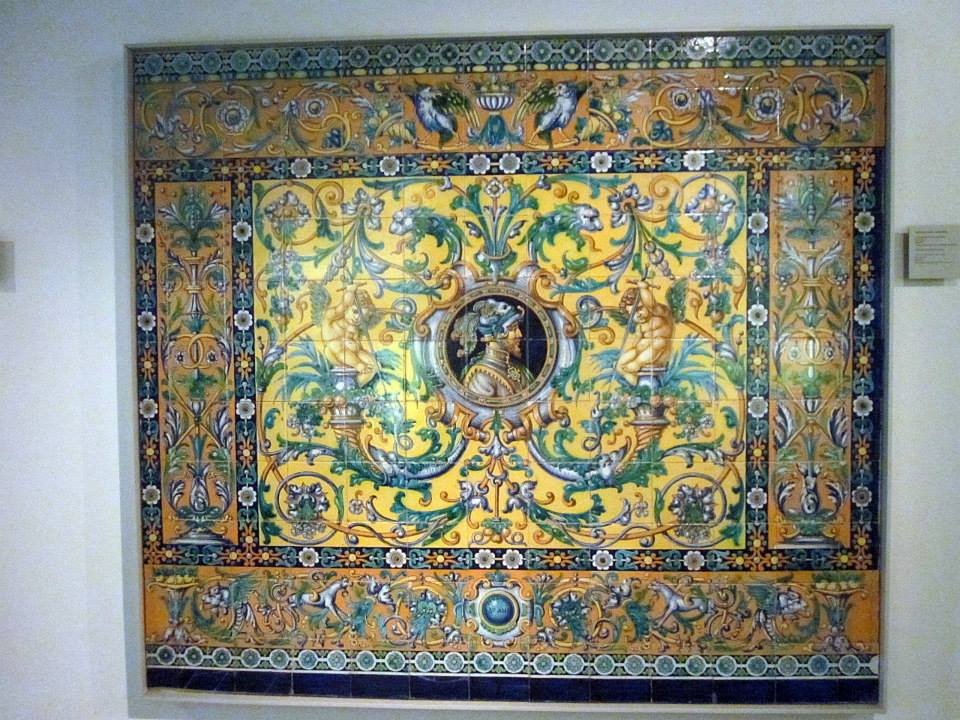
Paneles de azulejería urbana
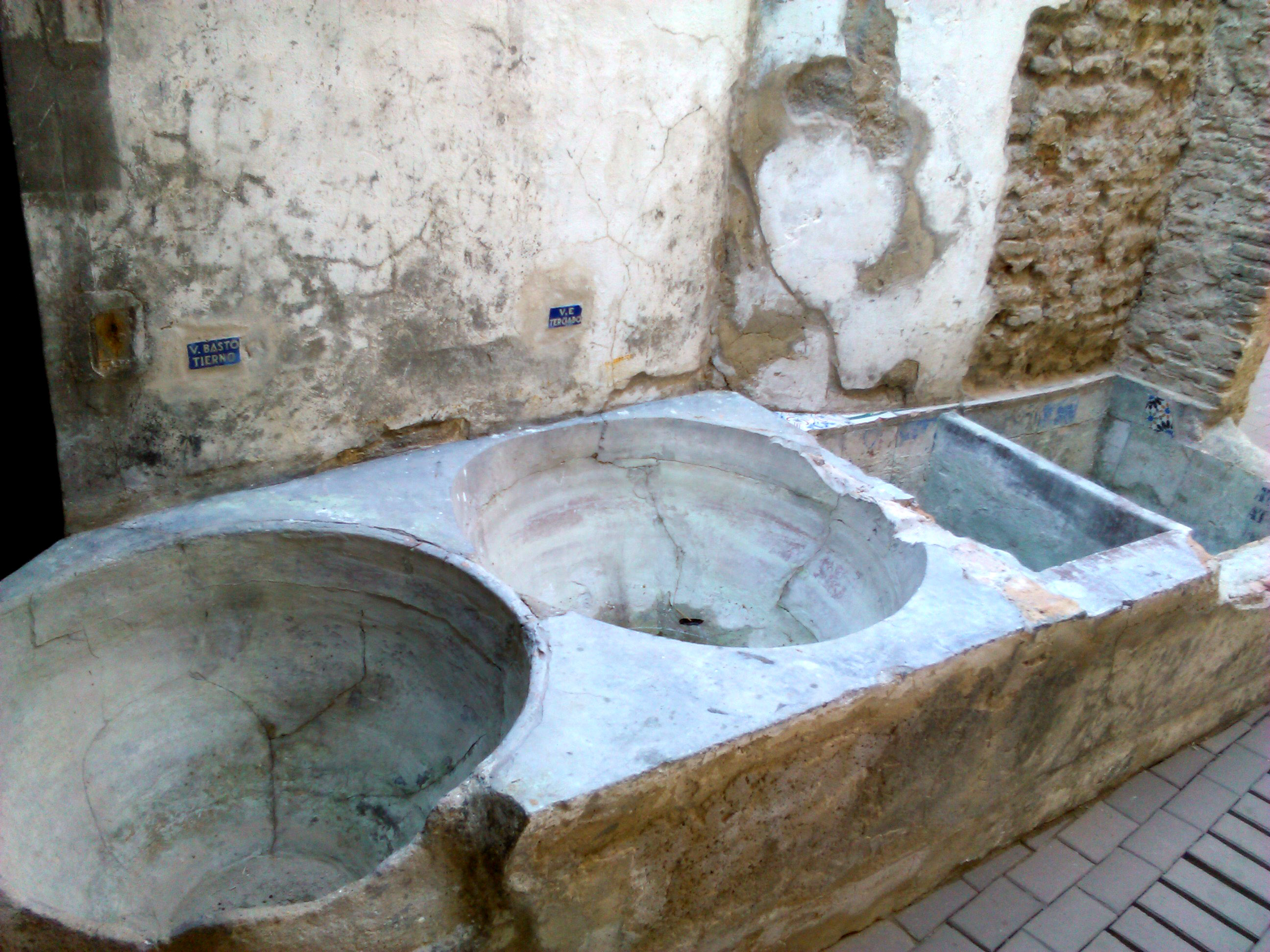
Almágenas (pilas para diluir el plomo molido)
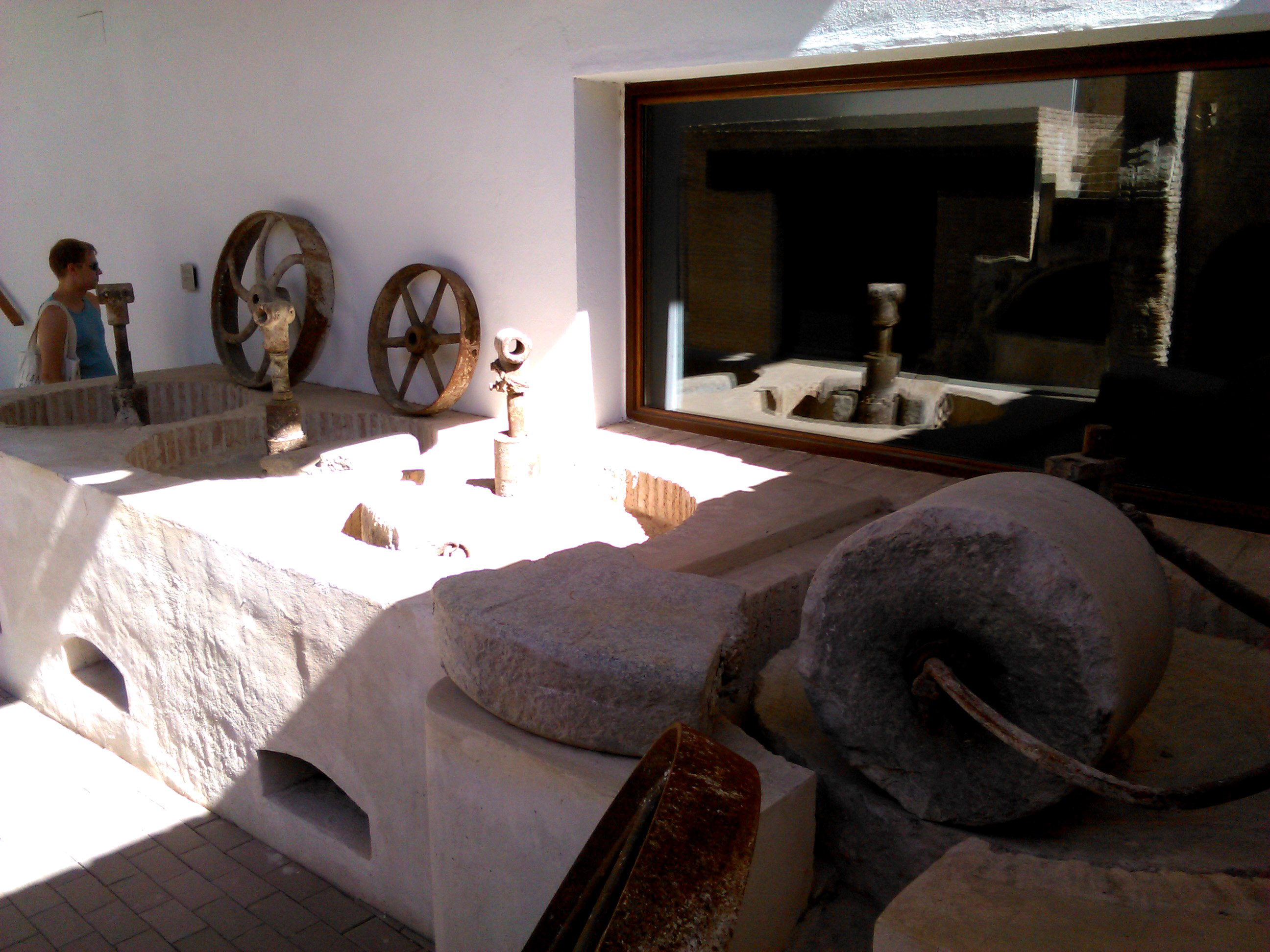
Instrumentos (molinas de esmalte)
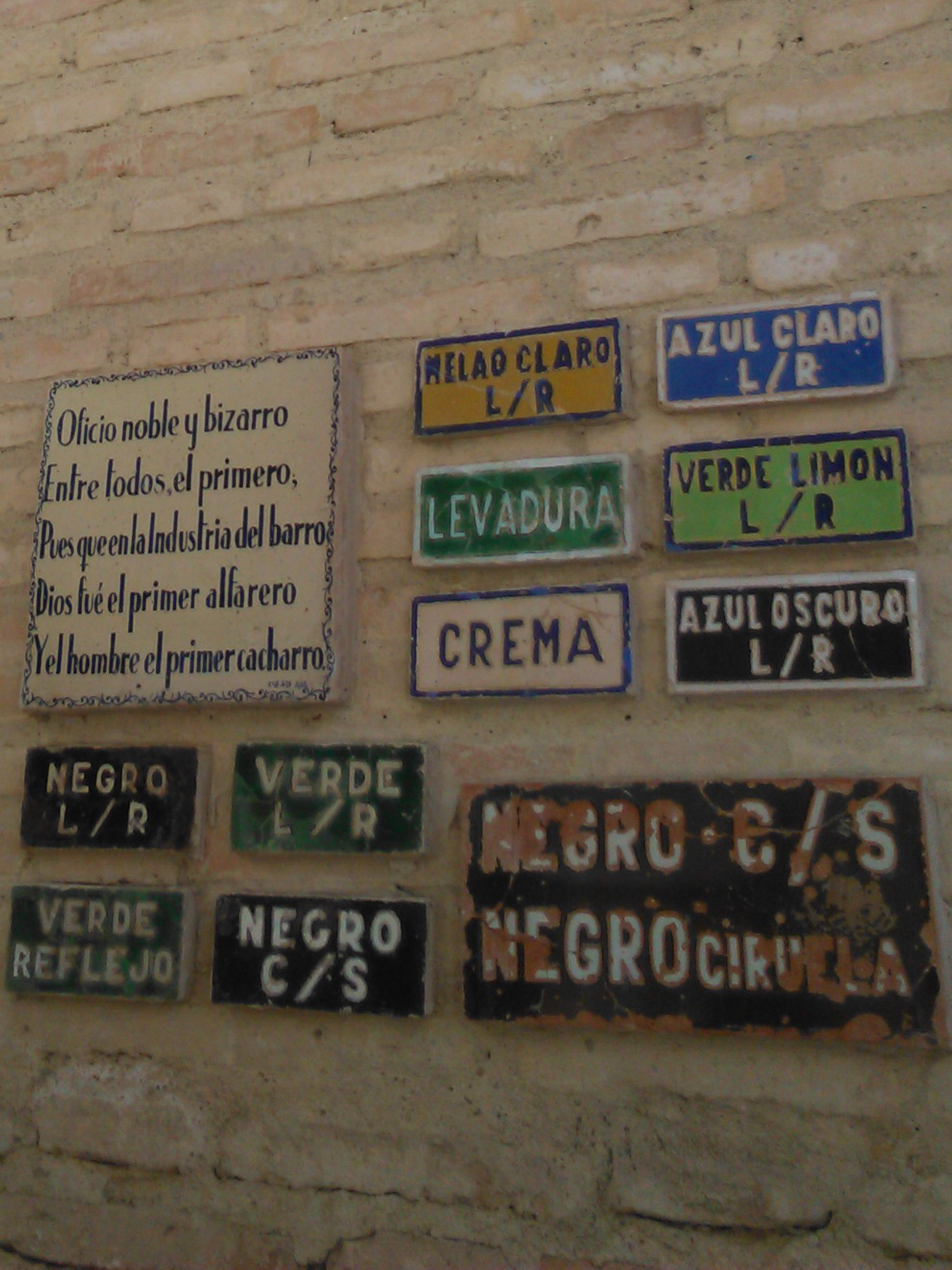
Catálogos
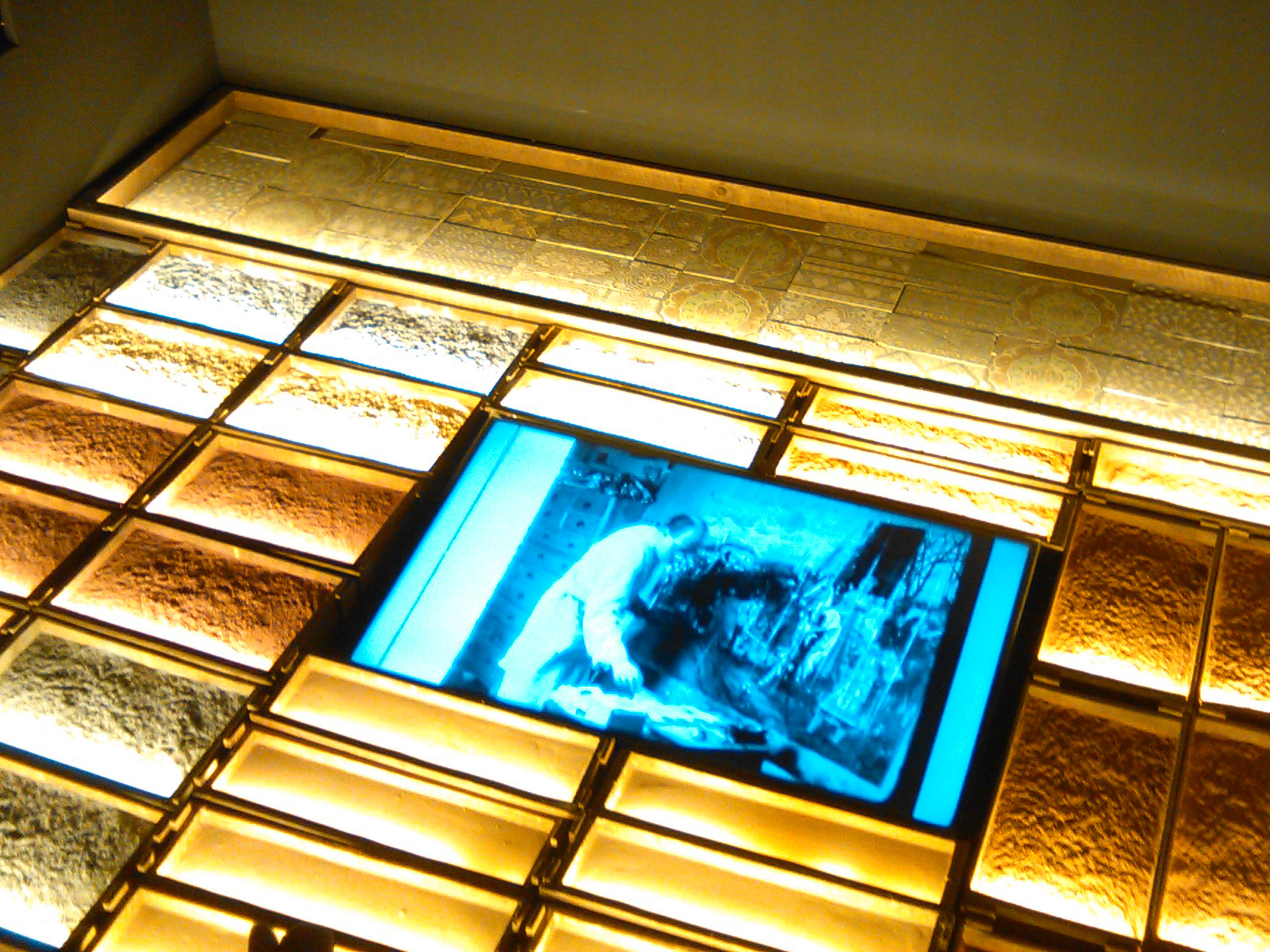
Audiovisuales
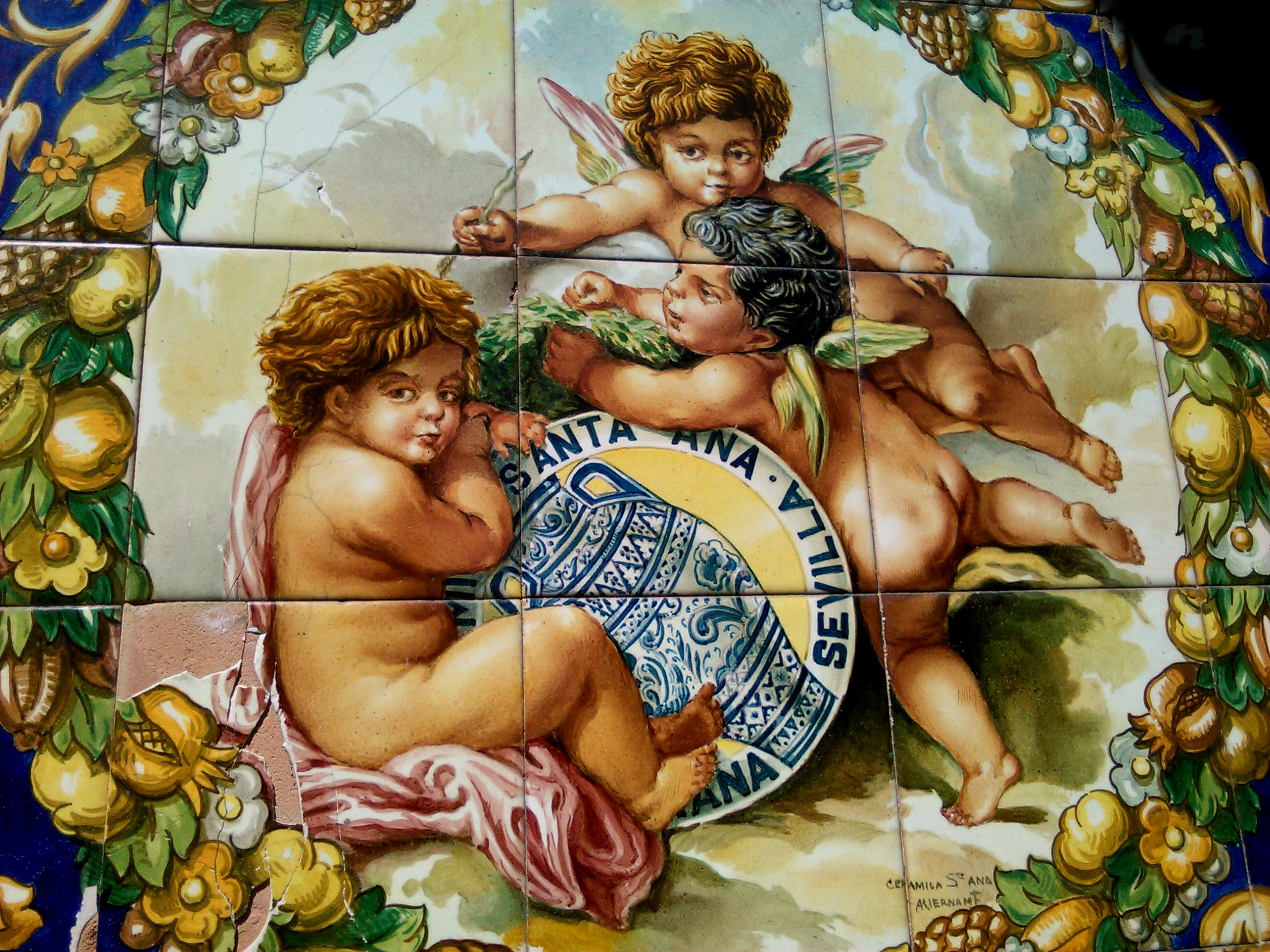
Azulejería andaluza